# فوس‌میدومایسین
فوس‌میدومایسین (انگلیسی: Fosmidomycin) یک داروی آنتی بیوتیک و ضد مالاریا است.